# Silicon Technology Development Unit
The Silicon Technology Development Unit, UDTS — група з питань розвитку кремнієвої технології, Міністерство вищої освіти і наукових досліджень Алжиру.
Група розвитку кремнієвої технології працює в галузі матеріалів і кремнієвих напівпровідників в цілому. Завдяки спеціалізованому людському потенціалу та інфраструктури, досягненням Група здійснює програму з питань, які безпосередньо впливають на кілька соціально-економічних секторів країни: сільського господарства, водного господарства, телекомунікацій, охорони здоров'я Алжиру.
Група співпрацює з університетами Алжиру та закордону. Вона, таким чином, здатна впроваджувати реальні інновації, які можуть вплинути на соціально-економічному рівні. Коло першочергових науково-дослідницьких проблем, над якими працює Група:
- Технологія матеріалів та обладнання для фотоелектричних технологій (сонячних елементів і модулів), що охоплюють сегменти лікування, розвитку і технологічних процесів; проекти відповідно до тенденцій та розробки за пріоритетними R & D програмами («Research & Development») міжнародних проблем, включаючи сектор «Кристалічний кремній» (90 % світового ринку фотогальванічних виробів), промисловості «тонка плівка». Вони також включають нові матеріали (CIGS, InSe, CdTe, ZnO, TiO2 …), включаючи перспективні дослідження з розвитку нових концепцій, а також підвищення продуктивності та низької вартості методів і приладів.

- Процеси поверхонь і інтерфейсів в галузі зондування, оптоелектроніки і фотоніки. Діяльність UDTS зосереджена на розробці та виробництві пристроїв на основі структурованих матеріалів для галузі телекомунікацій, охорони довкілля, охорони здоров'я та енергії.

Директор UDTS — M. Бумаур